# 大卫·斯科特
大卫·兰道夫·斯科特（英語：David Randolph Scott，1932年6月6日—）是一名美国宇航员，执行过双子星8号、阿波罗9号以及阿波罗15号任务。斯科特是第七个踏上月球的人。

## 早年
斯科特在得克萨斯州圣安东尼奥附近的兰道夫空军基地出生，毕业于得克萨斯军校。斯科特在西点军校获得了科学学士学位，1962年在麻省理工学院获得了航天工程硕士学位。1971年，密歇根大学向斯科特颁发了航天科学的荣誉博士学位。

## 宇航员生涯
斯科特在第三组宇航员中第一个获得任务，也是同一批宇航员中首位担任任务指令长的成员。

### 双子星8号
1966年3月16日，斯科特和指令飞行员尼尔·阿姆斯特朗执行了双子星8号任务，一次原计划中要进行三天的任务由于推进器故障而提前被结束。斯科特和阿姆斯特朗执行了航天史上首次两艘航天器的对接，也显示了出色的在困难情况下克服问题安全返回的能力。

### 阿波罗9号
斯科特第二次太空任务是1969年3月担任阿波罗9号的指令舱驾驶员。阿波罗9号是阿波罗计划中的第三次载人飞行任务，也是土星5号的第二次载人发射。阿波罗9号还是登月舱的第一次载人测试。这次十天的任务对登月舱的推进系统和生命支持系统的功能、稳定性以及可靠性进行了详细的测试。在任务中，三位宇航员斯科特、詹姆斯·麦克迪维特和拉塞尔·施威卡特模拟了一次指令/服务舱和登月舱的月球轨道集合以及随后的对接。麦克迪维特与施威卡特先进入登月舱与指令舱分离，点燃登月舱降落部分的推进器与指令舱保持160千米的距离，然后丢弃降落部分，用起飞部分推进器与指令舱集合并重新对接。施威卡特长达四十六分钟的舱外活动对宇航服背包的测试还证明了两艘航天器成员交换以及长时间舱外活动方法和设备的操作可行性。在施威卡特进行舱外活动时，斯科特也进行了一小时的站立舱外活动，对施威卡特的测试进行了拍摄，并从指令舱外部取回了热能样品。

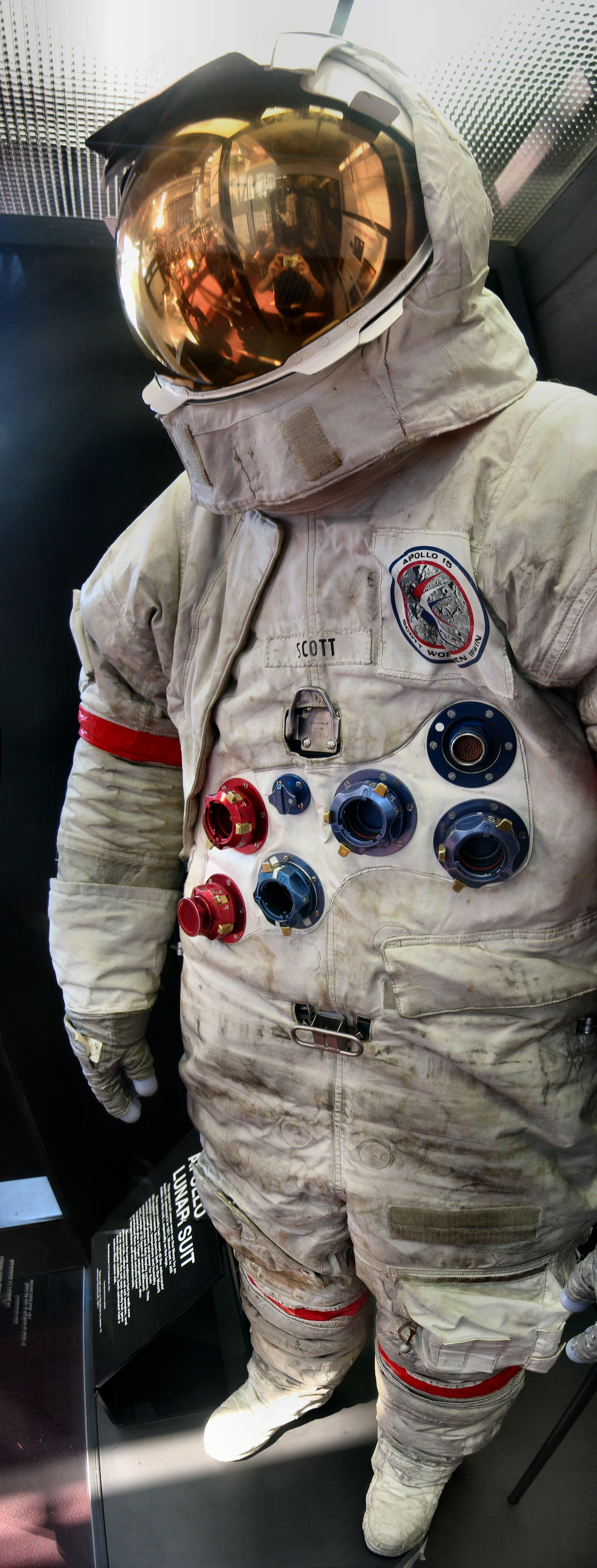
大卫·斯科特的宇航服目前在国家航空航天博物馆展出。

### 阿波罗15号

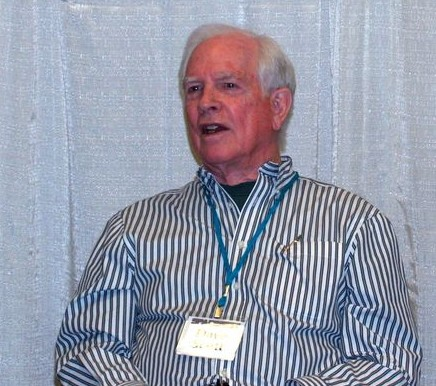
大卫·斯科特 2009

担任阿波罗12号的替补团队成员后，斯科特以指令长身份执行了阿波罗15号任务，两位搭档分别是阿尔弗莱德·沃尔登（指令舱驾驶员）和詹姆斯·艾尔文（登月舱驾驶员）。阿波罗15号是第四次成功登月的登月任务，对月球上雨海南部的哈德利溪和亚平宁山脉进行了详细的研究。登月舱“猎鹰号”在月球表面停留了66小时54分钟，创造了当时的记录。斯科特和艾尔文分三次在月球表面工作了18小时35分钟。阿波罗15号第一次使用月球车的登月任务，驾驶着1号月球车的斯科特和艾尔文对月球表面的地质情况进行了勘查，采集了约82千克的岩石标本。他们在月表安装了月表实验包以进行长期月表实验，任务过程也由一台安装在月球车上的摄像机（由任务中心遥控）拍摄并播出。

#### 邮票爭議
阿波罗15号返回后，斯科特被发现在他的宇航服中携带了三百九十八枚未经许可的首日封，其中一百封已卖给了德国商人瓦尔特·埃尔曼（H. Walter Eiermann）。三位宇航员计划銷售這些上過月球的郵票，将所得利益用于子女未来上学所用。尽管这样做并没有触犯法律，美国国家航空航天局也没有追究之前任务中宇航员的类似做法，但航空航天局决定处罚斯科特等三位宇航员以儆效尤。斯科特、艾尔文和沃尔登最终没有从中获得利益，剩余的二百九十八枚首日封也被没收，三人也因此再也没有执行过太空任务。

## 銀幕上的斯科特
在电影《阿波罗13号》中，斯科特担任了导演朗·霍华德的顾问。
在1998年的连续短剧《从地球到月球》中，斯科特由布雷特·庫倫扮演。斯科特在拍摄期间也对各个导演提供了意见，并回答了很多演员们的问题。在拍摄过程中，斯科特和他的扮演者库兰成为了朋友，在每集《从地球到月球》首次播出期间，斯科特都会邀请库兰到家中观看。